# Claude Vasconi

La tour hertzienne TDF de Romainville.

Claude Vasconi, né le 24 juin 1940 à Rosheim en Alsace et mort à Paris le 8 décembre 2009,, est un architecte et urbaniste français.

## Carrière
Diplômé de l'ENSAIS, actuellement INSA de Strasbourg. Il commence par être assistant de Nour Ait-Allal et Frei Otto. Puis s'installe avec Georges Pencreac'h, ils se séparent en 1981 après avoir réalisé plusieurs équipements publics dans les villes nouvelles et le forum des Halles de Paris. Il partage son activité entre la France et l'Allemagne.
Il commence dans les villes nouvelles de la région parisienne dans les années 1970, notamment Cergy-Pontoise, puis le forum des Halles à Paris et plusieurs transformations de sites industriels.

## Réalisations
en France
- hôtel de l'agglomération de Cergy Pontoise, avec Georges Pencreac'h
- forum des Halles à Paris, avec Georges Pencreac'h
- le 57 Métal de la Régie Renault à Billancourt
- le Centre République (dit « le Paquebot ») à Saint-Nazaire
- Le Corum à Montpellier
- l'hôtel du département à Strasbourg
- l'hôtel de ville de Bourges
- La Filature Nouvel Espace Culturel à Mulhouse
- l’hôpital Paul-Brousse à Villejuif
- le Centre des Congrès de Reims
- l'usine de traitement des déchets de Rouen Grand Quevilly[4]
- le palais de justice de Grenoble, situé place Firmin-Gautier
- le Front de Maine de Angers
- l'Institut de Science et d'Ingénierie Supramoléculaires à Strasbourg
- le nouvel Hôtel de Police de Strasbourg
- la place de la gare d'Amiens
- l'Imprimerie Nationale à Bondoufle
- le Nouvel Hôpital civil à Strasbourg (2008)
- la tour hertzienne TDF de Romainville
- le lycée Gallieni à Toulouse (2008), prix d'Architecture Midi-Pyrénées 2009
- l’hôtel Mélia de la Défense (Hauts-de-Seine) : les  travaux ont débuté en 2008 et la livraison a eu lieu en 2015.

en Allemagne
- l'ensemble tertiaire les Portes de Spandau à Berlin (1993)
- le Centre de commerces et de loisirs Hallen am Borsigturm à Berlin-Tegel (1999)
- le Grand Bateau Centre d'affaires à Düsseldorf (1999)
- Quartier 30 am Gendarmenmarkt, ensemble de bureaux, logements, commerces (2001).

au Luxembourg
- la chambre de commerce de Luxembourg

Il est lauréat de plusieurs projets en cours de réalisation : le Centre Culturel de Vélizy-Villacoublay, le projet tertiaire Périsud à Paris, la requalification de l'espace Perret à Amiens, la Banque Internationale à Luxembourg au Luxembourg, un parc d'activités au Portugal, etc.
en Hong Kong
- T.Park, Nim Wan, Tuen Mun (2008 - 2016)

## Distinctions
- Commandeur de l'ordre des Arts et des Lettres

## Reconnaissance
La promotion 2010 de l'INSA de Strasbourg porte son nom.